# ポスト・マローン
オースティン・リチャード・ポスト（英語: Austin Richard Post、1995年7月4日 - ）は、ポスト・マローン（Post Malone）の芸名で知られる、アメリカ合衆国のラッパー、歌手、作詞家、そして音楽プロデューサーである。彼の内観的な作曲と簡潔な歌唱スタイル、様々な音楽ジャンルの融合により評価を受けている。

## 概要
ニューヨーク州シラキュースで生まれ、テキサス州グレープバインで育ったマローンは、2015年にデビューシングル「White Iverson」をリリースし、キャリアをスタートさせた。
「White Iverson」はUS Billboard Hot 100で14位に達し、その後、アメリカで4×プラチナ認定を受けた。その成功により、彼はリパブリック・レコードとレコーディング契約を結んだ。マローンはそれ以来、US Billboard 200においてアルバム『Stoney』（2016）で4位を、アルバム『Beerbongs＆Bentleys』（2018）、『Hollywood's Bleeding』（2019）で1位を獲得した。『Beerbongs＆Bentleys』は発売時にいくつかのストリーミングレコードを破り、『Stoney』は米R&B／ヒップホップ・アルバム・チャートにおけるトップ10獲得週数で歴代最多記録を打ち立てた。さらに、Billboard Hot 100において、「Congratulations」と「Better Now」、「Wow」、「Goodbyes」でチャートトップ10を、「Rockstar」と「Psycho」、「Sunflower」、「Circles」で1位を獲得した。

## 生い立ち
1995年7月4日にニューヨーク州シラキュースで生まれた。生みの母親はイタリア系アメリカ人であった。マローンはネイティブアメリカンの祖先を持っていると述べてもいる。父親のリッチ・ポストと彼の継母であるジョディによって育てられた。幼少期に父親がDJだったことから、ヒップホップ、カントリー、ロックなど、さまざまなジャンルの音楽に触れていた。9歳の時に、父がダラス・カウボーイズの職員になったことに伴い、テキサス州グレイプバインに引っ越した。「ギター・ヒーロー」というビデオゲームから本格的にギターに興味をもち始め、ギターを始めた。始めると熱中し、地元の大会で優勝し、2010年にはクラウン・ジ・エンパイアのオーディションを受けたが、オーディション中にギターの弦が壊れたため落選した。
エモを好んでおり、2017年6月にロサンゼルスのエモナイトでDJイベントに出演し、マイ・ケミカル・ロマンスの楽曲を演奏した。ポストによると、プロの音楽の世界に飛び込んだときはヘヴィメタルバンドにいたという。その後ロックやヒップホップに転向したという。 16歳の時、Audacityを使用して、最初のミックステープである「Young and After Them Riches」を作成した。それをグレイプバイン高校のクラスメートに見せ、クラスメートから「最も有名になる可能性が高そうな人」に選ばれた。また、高校生のころにはチキンエクスプレスで働いていた。
高校卒業後はタラント・カウンティ・カレッジに入学したが、中退した。大学を退学した後、長年の友人でプロのゲーム実況者のジェイソン・プロブストと一緒に、カリフォルニア州ロサンゼルスに引っ越した。14歳か15歳の時にステージ名である「ポスト・マローン」を選んだ。その名前はプロバスケットボール選手のカール・マローンからとったと噂されていたが、後にマローンが「ポスト」は自身のラストネームで、 「マローン」は名前を入力するとラッパーらしい名前に変換してくれるラップネームジェネレータを使ってを手に入れたと明かしている。

## 経歴

### 2013-16年：キャリア初期、Stoney
ロサンゼルスに引っ越した後、ポストとプロブスト、そして他の何人かのプロデューサーやアーティストが音楽グループ「BLCKVRD」を結成し、一緒に音楽制作を行った。その後、グループの何人かのメンバーと共にサンフェルナンド・バレーに引っ越し、そこで「White Iverson」を含むいくつかのマローンのトラックをプロデュースすることになる音楽制作チーム「FKi」のFKi 1stやSauce Lord Rich、Rex Kudoに出会った。「White Iverson」は作詞された2日後にレコーディングが行われた。この曲はプロバスケットボール選手のアレン・アイバーソンからインスピレーションを受けている。2015年の2月に自身のSoundCloudアカウントでこの曲を発表し、7月19日にミュージックビデオを解禁した。マック・ミラーやウィズ・カリファに称賛されたが、アール・スウェットシャツからは酷評を受けた。
「White Iverson」はリリースしてから1か月以内に100万回再生のヒットになり、すぐにレコードレーベルから注目を集めた。2015年8月、リパブリック・レコードとレコーディング契約を結んだ。その後、50セントやヤング・サグなどの著名なラッパーたちと仕事をした。カイリー・ジェンナーの18歳の誕生日パーティーでカニエ・ウェストと出会い、彼のアルバム 『The Life of Pablo』のシングル「Fade」でコラボレーションした。ジャスティン・ビーバーとも友好関係を築き、ビーバーの「Purpose world tour」のオープニングアクトを務めた。2016年4月20日、新曲「Go Flex」をゼイン・ロウのBeats 1ショーで初公開した。5月12日には、8月26日というタイトルの初のフルレングスプロジェクト、ミックステープをリリースした。そのタイトルは彼のデビューアルバムのリリース日を示していた。6月9日、「ジミー・キンメル・ライブ!」で全国テレビデビューを果たし、「Go Flex」を披露した。
2016年8月、新アルバム『Stoney』が遅れていることについて謝罪を出した。11月4日に予約注文が可能になり、12月9日にリリースされた。Billboard Hot 100でトップ10に入ったQuavoをフィーチャーしたシングル「Congratulations」の成功にもかかわらず、マローンはアルバムを"平凡"と呼んだ。また、『Stoney』はトップ100に入った「I Fall Apart」とジャスティン・ビーバーをフィーチャーした「Deja Vu」を含んでおり、アルバムは2017年10月にRIAAによってダブルプラチナとして認定された。

### 2017-18年：Beerbongs & Bentleys

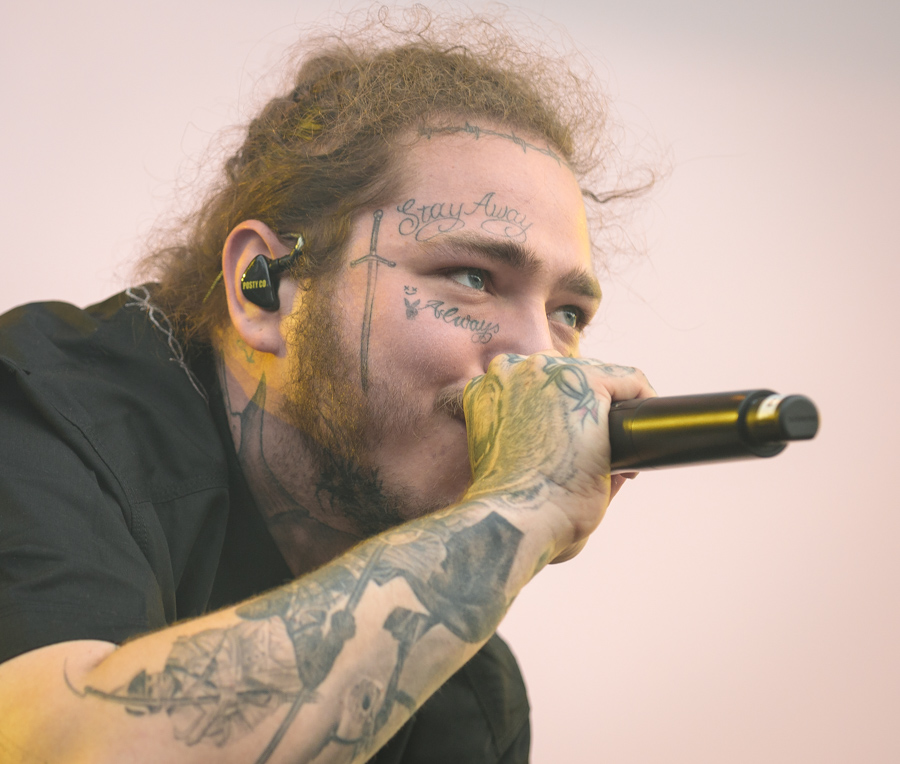
Stavernfestivalenでのマローン（2018年）

2017年2月、次のプロジェクトのタイトルとして『Beerbongs＆Bentleys』を発表し、12月にリリースされる予定だとした（結局リリースは2018年になった）。9月にアルバムからファーストシングルとなる21 Savageをフィーチャーした「Rockstar」をリリースした。この曲はBillboard Hot 100でナンバーワンに達し、8週間連続で首位をキープした。11月に公式ミュージックビデオを発表した。2018年2月20日、Ty Dolla Signと新曲「Psycho」をプレビューし、2月23日にリリースされた。この曲もBillboard Hot 100で1位を獲得。21 Savageとのツアーも発表された。
2018年4月5日、『Beerbongs＆Bentleys』が4月27日にリリースされると発表した。Spotifyにおいて、『Beerbongs＆Bentleys』の収録曲はリリース初日から24時間で全世界で7,870万回再生に達し、歴代1位となる新記録を打ち立てた。Billboard 200で1週目に46万1千枚アルバム相当単位を売り上げ、15万3千枚のアルバムセールスを記録した。アルバムは、4日後にRIAAによってプラチナ認定を受け、Billboard Hot 100のトップ20に9曲が同時にランクインし、ビートルズが54年間保持していた記録を更新した。
「Rockstar」はビルボード・ミュージック・アワード2018でトップラップソングに選出された。『Stoney』は、2018年8月11日付の米ビルボード・トップ・R&B/ヒップホップ・アルバム・チャートで9位になり、計77週TOP10にチャートインしたことで、マイケル・ジャクソンの『スリラー』が1983から1984年にかけて達成した76週の歴代最多週数記録を更新した。同月にマック・ミラーがポストとのジョイント・アルバムをリリースする可能性を示唆したが、翌月にミラーが急逝し、実現しなかった。第61回グラミー賞では、最優秀アルバム賞や最優秀レコード賞を含む4部門に『Beerbongs＆Bentleys』がノミネートされたが、惜しくも受賞はならず。授賞式ではレッド・ホット・チリ・ペッパーズとコラボ・パフォーマンスを行い、会場を沸かせた。
2018年7月にフジロックフェスティバル’18の出演で初来日を果たした。

### 2018-19年：Hollywood's Bleeding
2018年10月のジミー・ファロンが司会を務める番組で、『スパイダーマン:スパイダーバース』の主題歌になる新曲「Sunflower」を10秒だけプレビューし、後にリリースした。スウェイ・リーと共作・共演であるこの曲は2019年1月にBillboard Hot 100で1位を獲得した。2018年12月24日にはシングル「Wow.」をサプライズ・リリース。ポスト・マローンがサンタに扮したアニメビデオも同時に公開された。この曲は惜しくも1位にはならなかったが2019年4月にThe Billboard Hot 100で最高2位を記録し、ポストにとって6曲目の全米TOP10ヒットとなった。2019年3月、この曲に合わせてキレキレに踊る中年男性がアメリカで話題に。ダンス・スクールの先生であるマイク・アランコートという43歳のこの男性は一躍人気者となり、ポスト本人からライブに招待され、遂には「Wow.」の公式ミュージック・ビデオに出演するに至った。
2019年7月2日、自身のSNSで誕生日翌日の7月5日にアトランタ出身のラッパー、ヤング・サグと初共演した新曲「Goodbyes」をリリースすることを発表。この曲は、これまでマローンのいくつかの曲を手掛けたルイス・ベルと、Fifth Harmony「Work From Home」、Camila Cabello「Havana」等のヒットを手掛けた韓国系のプロデューサーであるブライアン・リーが共同でプロデュースしている。同時公開されたミュージック・ビデオでは、冒頭にポスト・マローンがギャングと決闘しナイフで刺し殺される残虐なシーンがあったため、その部分をカットした「Rated PG」バージョンが急遽公開された。「Goodbyes」はBillboard Hot 100で最高3位を記録する。
8月26日、3rdアルバム『Hollywoods’s Bleeding』を9月6日にリリースすることを発表。アルバムには「Sunflower」以降のシングルが収録される。8月30日にはシングル「Circles」をリリースし、後に全米1位を獲得。予定通りに発売されたアルバムはBillboard 200で初登場1位を記録すると、年内に計5週の1位を獲得した。
第62回グラミー賞では、「Sunflower」で年間最優秀レコードと最優秀ポップ・パフォーマンスにノミネートされた。

### 2020年-：Twelve Carat Toothache

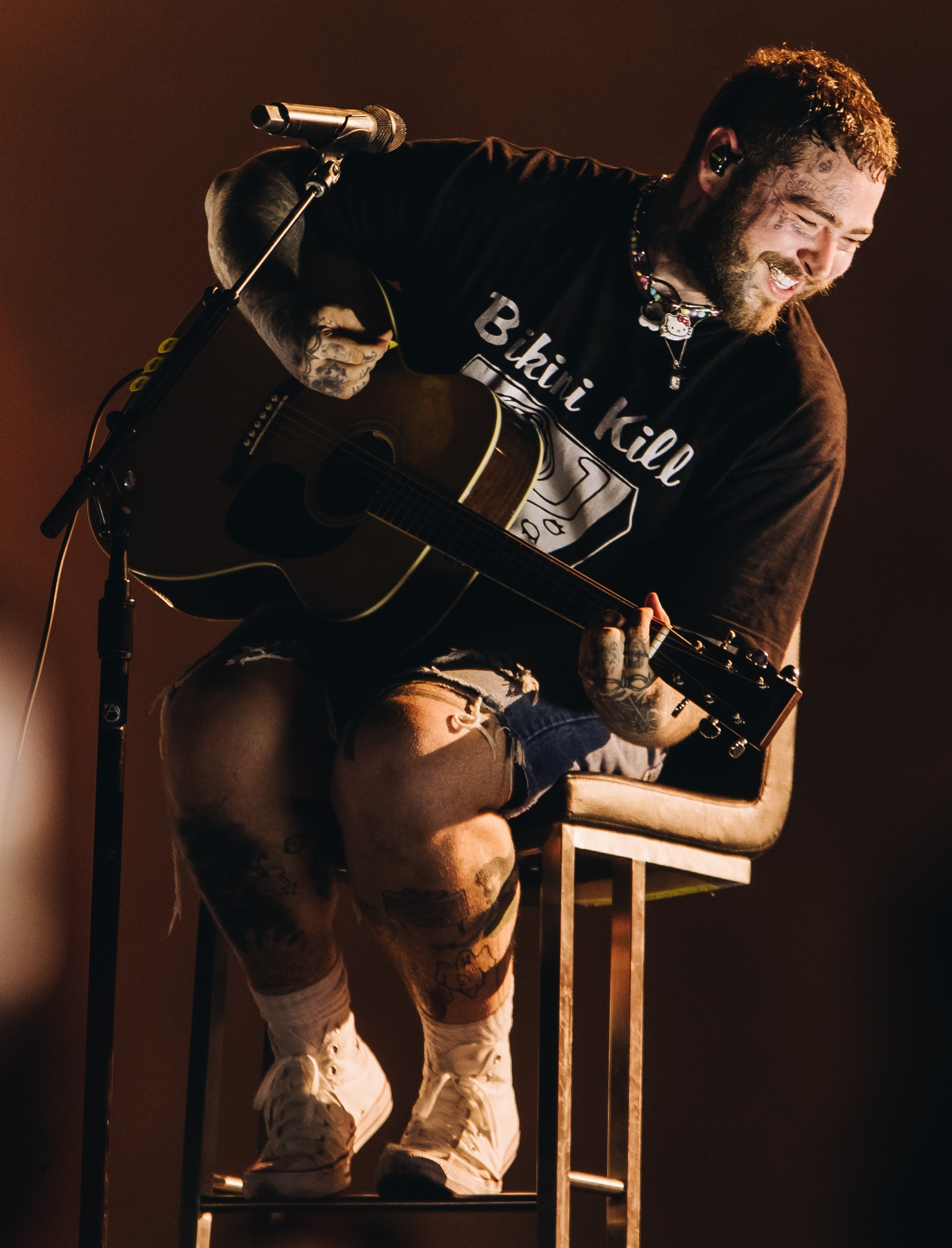
2021年のマローン

2020年は新型コロナウイルス感染症が広まりを見せる中で、3月12日にデンバーでのライブを決行したことで非難を浴び、それ以降の日程はすべてキャンセルされた。4月24日に新型コロナウイルス救済のため、ニルヴァーナ・トリビュートコンサートの生配信を行った。寄付金は500万ドルにもなり、パフォーマンスはカート・コバーンの未亡人コートニー・ラブからも称賛された。また、その中で新アルバムが進行中であることを公表した。
6月にTyla Yawehとの共作で「Tommy Lee」をリリース。タイトルにもなっているトミー・リーは、リリックに登場するだけでなく、ドラムもプレイしている。2021年4月にはDJキャレドのアルバム『Khaled Khaled』に収録された「I Did It」へ参加した。7月9日に「Motley Crew」を、11月5日にザ・ウィークエンドをフィーチャーした「One Right Now」をリリースした。この年は、3曲がRIAAによってダイアモンド認定された最年少のアーティストとなった。
2022年1月26日、4枚目のスタジオアルバムが『Twelve Carat Toothache』と題されることを明らかにした。
2024年、ブレイク・シェルトンとコラボレートしたシングル「Pour Me a Drink」をリリース。

## 音楽スタイル

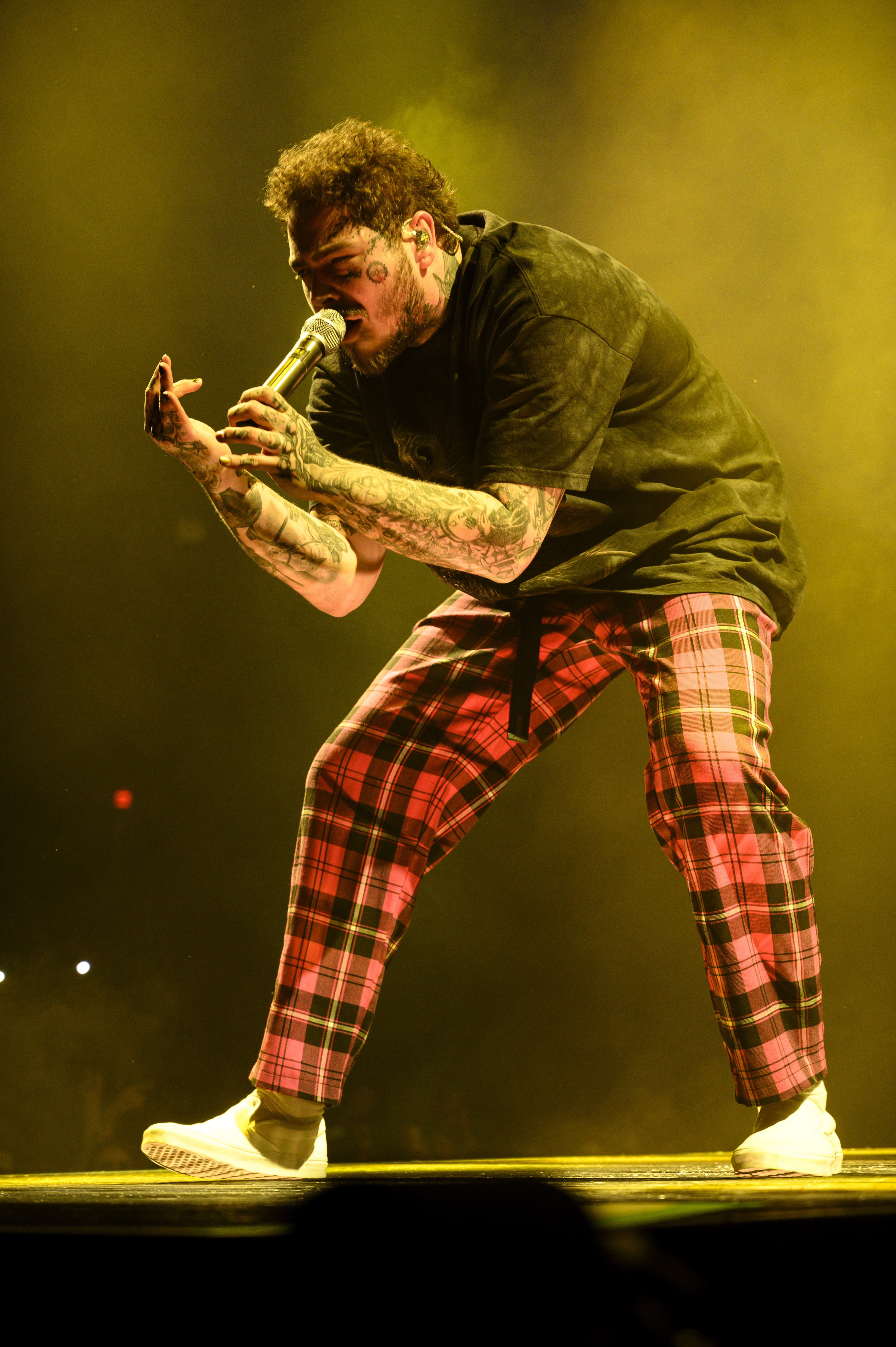
2020年のマローン

ポスト・マローンの音楽は「カントリー、グランジ、ヒップホップ、そしてR&Bのるつぼ」と表現されており、マローン自身は多面的と表現している。ボーカルスタイルは簡潔と言われてきた。ニューヨーク・タイムズのJon Caramanicaは、「歌とラップ、そしてヒップホップと不気味なエレクトリックフォークの境界線にいるアーティスト」と表現。マローン自身は「ジャンルレス」だと述べている。
15歳の時に聴いて衝撃を受けたことから、ボブ・ディランに憧れている。特に「サブタレニアン・ホームシック・ブルース」は「最初のラップソング」だと語っている。他には50セントやKEY!を尊敬し、影響を受けているという。
ヒップホップ・シーンは、オルタナティブな回路で音源を広めるミックステープのカルチャーによって発展してきたが、2010年代に入るとそのミックステープの役割はネットで自由に音源を発表できるSoundCloudが担うようになった。ポスト・マローンはその先駆けにして、最大の成り上がりとなった。白人ながら、黒人文化のヒップホップに受け入れられたことも特徴である。

## 人物
ライブでの定番パフォーマンスとして、自分または他人の履いていた靴を器にしてお酒を飲む「シューイ（Shoey）」と呼ばれる行為がある。この罰ゲーム的な行為を自ら率先して行う姿が、彼の大ヒット曲のタイトルでもある「ロックスター（Rockstar）」そのものだとファンから大絶賛されている。
2018年にフェスの出演で初来日して以降、プライベートで何度か来日し、函館のお祭りに参加したりしている。
2022年6月、娘の出産を報告。その後娘の母であるアメリカの韓国人留学生と婚約した。
マジック：ザ・ギャザリングの愛好家としても知られ、一つの指輪の特別バージョンを260万ドル（約3億7000万円）で購入した。

### タトゥー

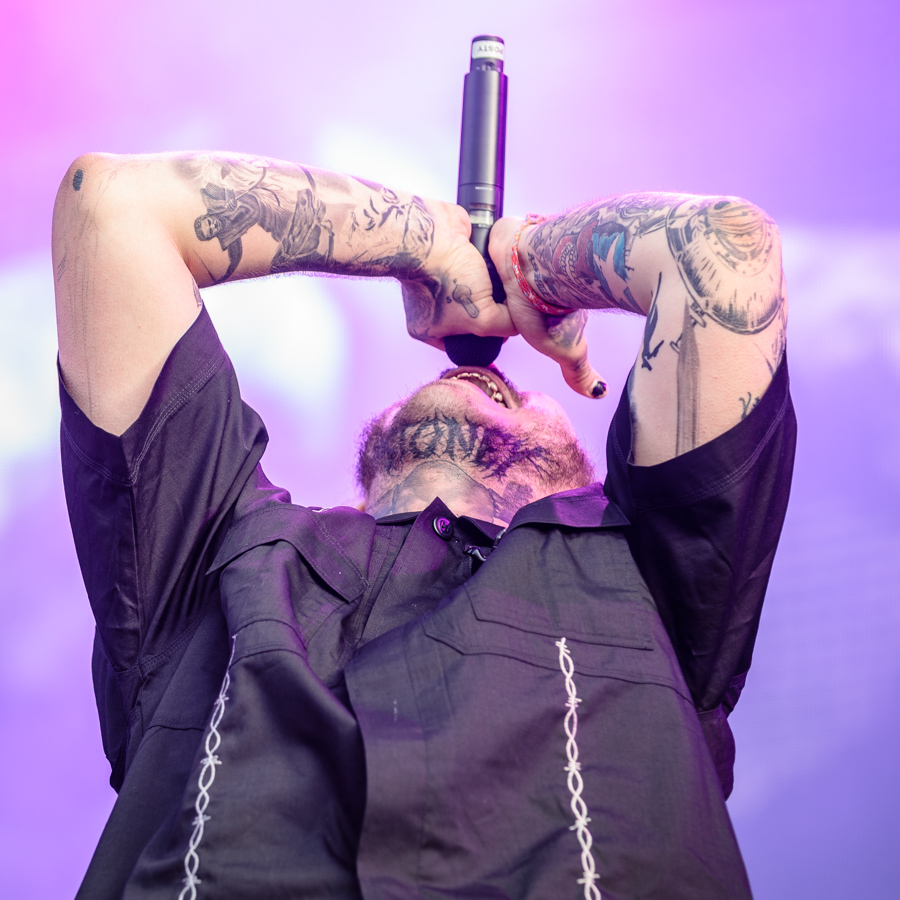
顎に1stアルバム「STONEY」のタトゥー

顔を含めた全身に無数のタトゥーが彫られていることが知られている。初めて入れたのは『Stoney』を制作したときで、ジャスティン・ビーバーと仕事をしているときに彫り師が来たことがあり、そこで『ジャスティンにはすでにいくつかタトゥーが入ってる。でも、俺のほうがジャスティンより全然タフだ』ということを証明するために彫ったという。初めてのタトゥーはプレイボーイのバニー。
顔面にタトゥーを施した理由について、「ママを怒らせるためだったら何でも」と語っている。母親との関係は良好なので、これはもちろん冗談である。
2018年7月に初来日した際、右腕と顔面に新たなタトゥーを施した。

## ディスコグラフィ

### アルバム
| 年   | タイトル               | アルバム詳細 | チャート最高位 | チャート最高位 | チャート最高位 | チャート最高位 | チャート最高位 | チャート最高位 | チャート最高位 | チャート最高位 | 認定 |
| 年   | タイトル               | アルバム詳細 | US             | AUS            | CAN            | DEN            | NLD            | NZ             | SWE            | UK             | 認定 |
| ---- | ---------------------- | --- | -------------- | -------------- | -------------- | -------------- | -------------- | -------------- | -------------- | -------------- | --- |
| 2016 | Stoney                 | - 発売日: 2016年12月9日 - レーベル: Republic - フォーマット: CD, LP, digital download, streaming, cassette - 全米売上: 223万枚 | 4              | 5              | 5              | 2              | 37             | 3              | 2              | 10             | - US: 5× プラチナ - AUS: プラチナ - CAN: 4× プラチナ - DEN: 3× プラチナ - NZ: 3× プラチナ - SWE: プラチナ - UK: プラチナ       |
| 2018 | Beerbongs & Bentleys   | - 発売日: 2018年4月27日 - レーベル: Republic - フォーマット: CD, LP, digital download, streaming - 全米売上: 459万枚           | 1              | 1              | 1              | 1              | 1              | 1              | 1              | 1              | - US: 5× プラチナ - AUS: 2× プラチナ - CAN: 7× プラチナ - DEN: 4× プラチナ - NZ: 5× プラチナ - SWE: 2× プラチナ - UK: プラチナ |
| 2019 | Hollywoods’s Bleeding  | - 発売日: 2019年9月6日 - レーベル: Republic - フォーマット: CD, LP, digital download, streaming, cassette - 全米売上: 357万枚  | 1              | 1              | 1              | 1              | 1              | 1              | 3              | 1              | - US: 4× プラチナ - AUS: 2× プラチナ - DEN: 2× プラチナ - CAN: 6× プラチナ - NZ: 2× プラチナ - UK: プラチナ                    |
| 2022 | Twelve Carat Toothache | - 発売日: 2022年6月3日 - レーベル: Republic, マーキュリー - フォーマット: CD, LP, digital download, streaming, cassette        | 2              | 2              | 1              | 2              | 2              | 2              | 3              | 3              | |
| 2023 | Austin                 | |                |                |                |                |                |                |                |                | |
| 2024 | F-1 Trillion           | |                |                |                |                |                |                |                |                | |

## 来日公演
- 2018年
  - 7月27日、新潟 苗場スキー場 - Fuji Rock Festival

- 2022年
  - 8月20日、大阪 舞洲スポーツアイランド - サマーソニック
  - 8月21日、千葉 ZOZOマリンスタジアム - サマーソニック
- 2023年
  - 9月27日、東京  有明アリーナ

## 出演作品

### 映画
| 年   | 題名                                                                                          | 役名             | 備考                  |
| ---- | --------------------------------------------------------------------------------------------- | ---------------- | --------------------- |
| 2018 | セス・ローゲンのヒラリティー・フォー・チャリティー Hilarity for Charity                       | 本人             |                       |
| 2020 | スペンサー・コンフィデンシャル Spenser Confidential                                           | スクイーブ       | Netflixオリジナル映画 |
| 2022 | ジャッカス FOREVER Jackass Forever                                                            | 本人             |                       |
| 2023 | ミュータント・タートルズ ミュータント・パニック！ Teenage Mutant Ninja Turtles: Mutant Mayhem | レイ・フィレット |                       |
| 2024 | ロードハウス/孤独の街 Road House                                                              | カーター         | Amazonオリジナル映画  |